# الله في الهندوسية

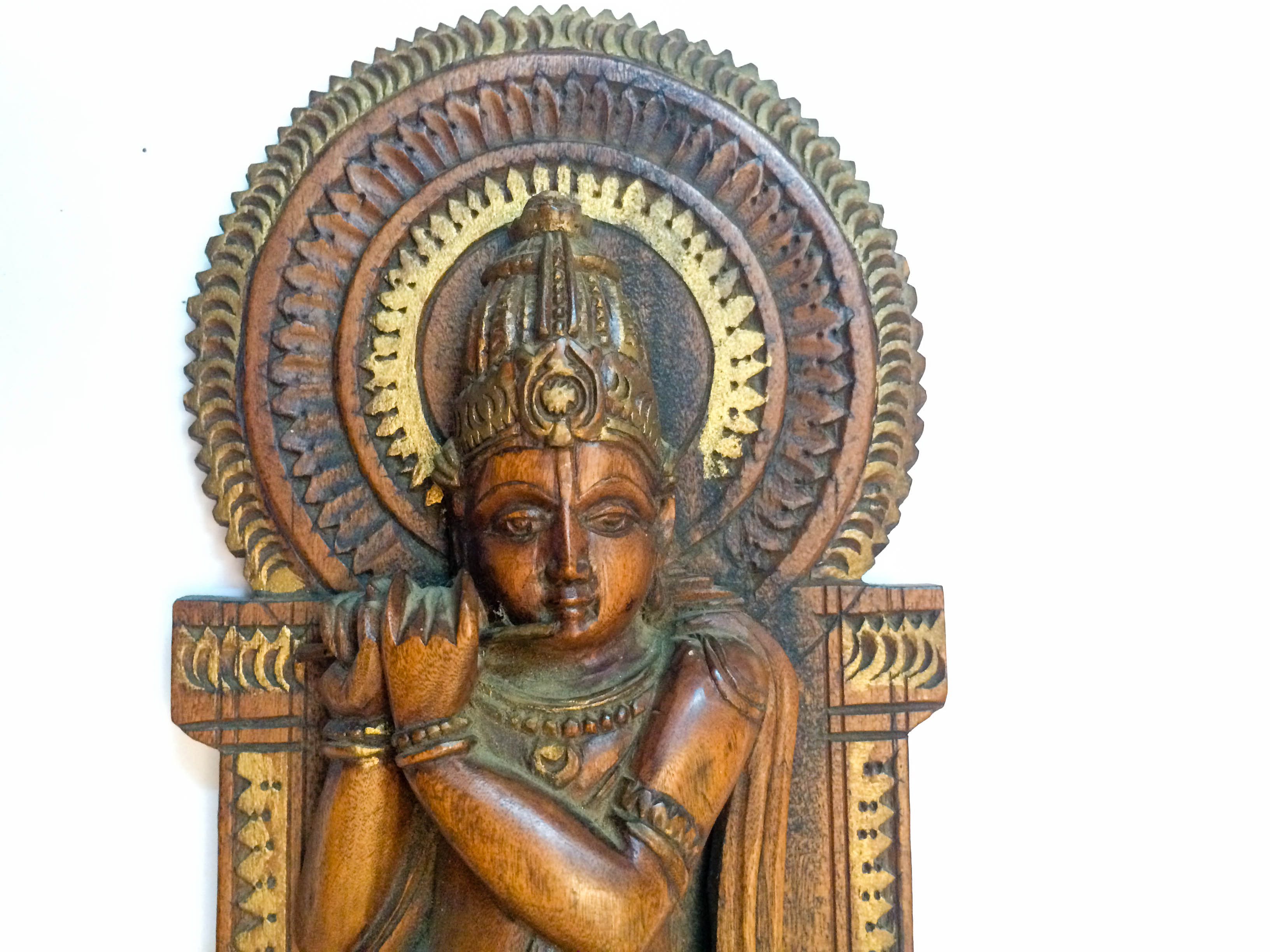
الإله كريشنا

في الهندوسية، يختلف مفهوم الله في تاريخها الديني والفلسفي المتنوع. تشمل الهندوسية مجموعة واسعة من المعتقدات حول الله واللاهوت، مثل الهينوثية والديانات التوحيدية والتعددية الإلهية ووحدة الموجود والواحدية والربوبية الكلية والأحادية واللاأدرية والإلحاد واللاألوهية.
يُشار إلى أشكال الألوهية في كتاب البهاغافاد غيتا المقدس. تمثل التعبير عن الإيمان العاطفي أو المحب (بهاكتي) تجاه إله رئيسي مثل أفاتار فيشنو (مثل كريشنا) وشيفا وديڤي (مثلما ظهرت في الهند العصور الوسطى) فيما يُعرف الآن بالحركة البهاكتية. يمكن تصنيف الهندوسية المعاصرة إلى أربع تقاليد هندوسية توحيدية رئيسية هي: الفيشنوية والشيفاوية والشاكتية وتقليد السمارتا. في الفيشنوية والشيفاوية والشاكتية، تتم عبادة الآلهة الهندوسية فيشنو وشيفا وديڤي كإله أعلى على التوالي، أو هي تعتبر جميع الآلهة الهندوسية جوانب من الأحادية أو الوجود المطلق، الذي يُسمى براهمان في الهندوسية، أو مترجمًا من المصطلحات السنسكريتية، سفايام-بهاڠافان (الله ذاته). تركز بعض الطوائف الصغيرة مثل غاناباتيا و ساورا على الآلهة غانيشا أو سوريا كإله أعلى.
يعتقد الهندوس الذين يتبعون مذهب أدفايتا فيدانتا أن أتمن، الروح الفردية داخل كل كائن حي، هي نفسها فيشنو أو شيفا أو ديڤي، أو، بدلًا من ذلك، هي متطابقة مع الوجود المطلق الذي يُسمى براهمان. تم الترويج لهذا النظام الفلسفي المعروف بالأدفايتا أو غير الثنائية من خلال تطوره في مدرسة فيدانتا الفلسفية، خاصةً مثلما ورد في الأبانيشاد، على يد الفيلسوف الهندي والعالم الفيدي والمعلم الصوفي آدي شانكارا في القرن الثامن الميلادي، إذ كان له تأثير كبير على الهندوسية. وبالتالي، يعتقد معتنقو الأدفايتا أن براهمان هو الكائن الأعلى الوحيد (بارا براهمان) والواقع المطلق الذي يوجد خارج الواقع (المتصور) للعالم المليء بالأشياء العديدة والأشخاص المتغيرين.
يعتقد الهندوس الذين يتبعون مدرسة دفايتا فيدانتا أن جيفا (الذات الفردية) والوجود المطلق الذي يُسمى براهمان في الهندوسية هما واقعان مستقلان، وأنهما مختلفين بشكل أساسي. تم الترويج لهذا النظام الفلسفي المعروف بالديفايتا أو الثنائية من خلال تطوره في مدرسة فيدانتا الفلسفية، خاصةً مثلما ورد في كتاب فيدا المقدس، على يد الفيلسوف الهندي والعالم الفيدي واللاهوتي مادهفاتشاريا في القرن الثالث عشر الميلادي، إذ كان له تأثير آخر كبير على الهندوسية. في الواقع، كان تأثير فلسفة مادهفاتشاريا الأوضح والأكثر بروزًا على مدرسة تشيتانيا للتعاليم الفيشنوية البنغالية.

## الهينوثية والكاثينوثية والتوحيد
استُخدم مصطلح الهينوثية من قِبَل مجموعة من العلماء مثل ماكس مولر لوصف الديانة الفيدية. لاحظ مولر أن الأناشيد في الريجفيدا، أقدم كتاب مقدس في الهندوسية، تذكر العديد من الآلهة، لكنها تحمدهم بشكل متتابع باعتبارهم «الإله الواحد الأسمى» (الذي يُسمى ستشيداناندا في بعض التقاليد)، أو بدلًا من ذلك يتم وصفها بأنها «الإلهة العليا الواحدة»، وبالتالي تؤكد أن جوهر الآلهة واحد (إكام)، وأن الآلهة ليست سوى تجليات تعددية لنفس المفهوم الإلهي (الله).

تتكرر الفكرة القائلة بأنه يمكن أن تكون هناك وجهات نظر متعددة لنفس المبدأ الإلهي أو الروحي في النصوص الفيدية. على سبيل المثال، بخلاف الأنشودة 1.164 التي تؤكد هذه الفكرة، تنص الأنشودة الأقدم 5.3 من الريجفيدا على ما يلي:
أنت عند ولادتك تكون الإله فارونا والإله آجني. وعندما يشتعل فيك النور، تصبح الإله ميترا. بداخلك، يا وليد القوة، تتجمع جميع الآلهة. أنت الإله إندرا لمن يقدم القربان. أنت الإله أهرمان حين تحمل الأسماء الباطنية للفتيات البكر، أيها الكائن الأزلي.

- كتاب الريجفيدا 5.3.1-2، ترجمة هيرمان أولدينبيرغ.
ترتبط مصطلحات مثل التوحيدية و الكاثينوثية بالهينوثية. يُعد المصطلح الأخير امتدادًا للهينوثية) — «إله واحد في وقت واحد». تشير الهينوثية إلى ديانة تعددية يُنظر فيها إلى الآلهة المختلفة على أنها من جوهر إلهي موحد ومتطابق. يفضل بعض العلماء استخدام مصطلح الأحادية بدلًا من الهينوثية، للتحدث عن الأديان التي يكون فيها إله واحد هو المركز، لكن لا يتم إنكار وجود آلهة أخرى ومكانتها. يرتبط مصطلح آخر بالهينوثية وهو التوحيد، الذي يشير إلى الاعتقاد بأن جميع الآلهة متساوية.